# Rio del Vin
Le rio del Vin (canal du Vin) est un canal de Venise dans le sestiere de Castello.

## Origine
À Venise, les bateaux qui transportaient le vin abordaient au Rialto et ici, à hauteur du pont qui est appelé del vin pour ce motif. Aux pieds de ce pont fut érigé au XVe siècle, un immeuble qui appartiendra à une des plus anciennes et illustres familles de Venise, les Dandolo. En 1822, l'immeuble fut acheté par Giuseppe da Niel et destiné à l'hôtellerie de luxe avec le nom de 'Danieli'.

## Description
Le rio del Vin a une longueur de 232 mètres. Il prolonge le rio de San Provolo vers le sud pour rejoindre le bassin de San Marco.

## Situation
Ce rio débouche dans le bassin de San Marco à côté de l'Hôtel Danieli (Palais Dandolo) et de l'appontement de San Zaccharia. Il rencontre le rio de San Zaninovo sur son flanc nord au confluent avec le rio de San Provolo.

## Ponts
Il est traversé par deux ponts (du nord au sud).

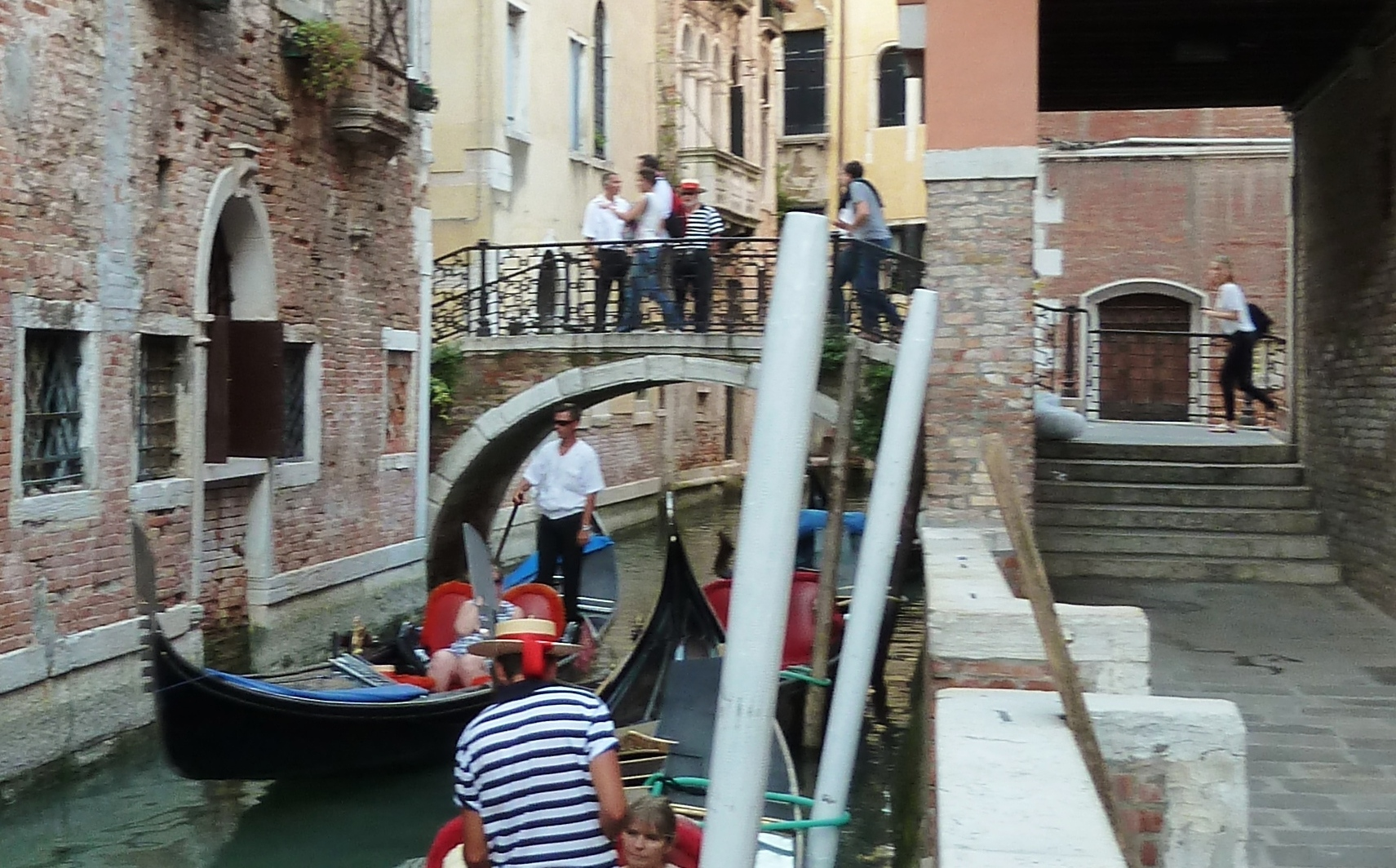
ponte de San Provolo reliant salizada et campo éponyme
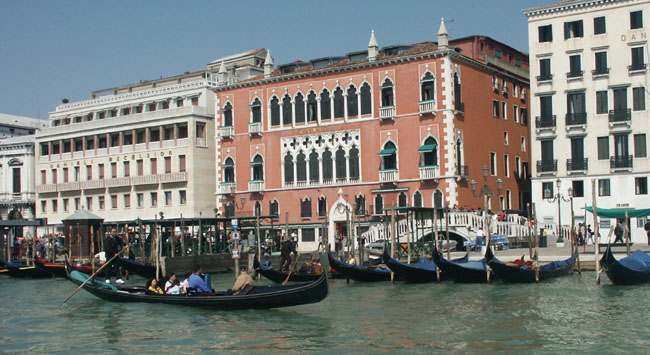
ponte del Vin sur le Riva degli Schiavoni, reconstruit à l'image du ponte de la Paglia (2e moitié du XVIIIe siècle)